# Evangelische Kirche Lehrbach

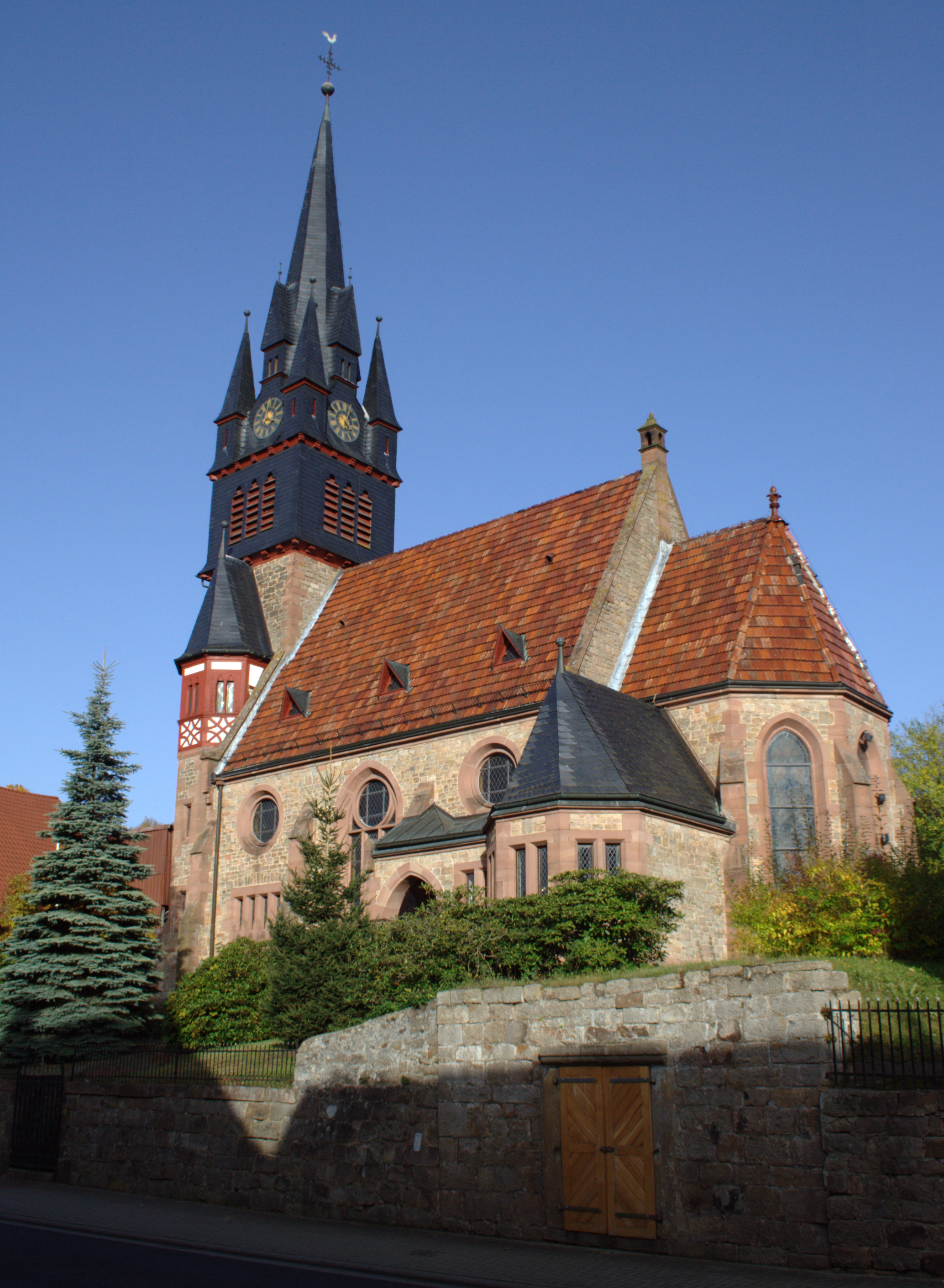
Evangelische Kirche Lehrbach (Kirtorf)

Die evangelische Kirche Lehrbach ist ein denkmalgeschütztes Kirchengebäude, das in Lehrbach, einem Stadtteil von Kirtorf im Vogelsbergkreis (Hessen) steht. Die Kirchengemeinde gehört zum Dekanat Vogelsberg in der Propstei Oberhessen der Evangelischen Kirche in Hessen und Nassau.

## Beschreibung
Der Chor des spätgotischen Vorgängerbaus von 1499 blieb erhalten, das Kirchenschiff wurde abgebrochen. Die heutige neugotische Saalkirche wurde 1895/96 gebaut. Der eingezogene Chor im Süden hat einen dreiseitigen Abschluss. An seiner Westseite ist eine Kapelle angebaut. Dem Kirchenschiff ist im Norden der Kirchturm vorgelagert, der mit einem schiefergedeckten Geschoss mit Triforien als Klangarkaden aufgestockt wurde. Im Glockenstuhl hängen 2 Kirchenglocken aus der Vorgängerkirche. Darauf sitzt ein achtseitiger spitzer Helm, der von vier Wichhäuschen flankiert wird, zwischen denen sich die Zifferblätter der Turmuhr befinden. In der Nordwestecke von Kirchenschiff und Turm steht ein Treppenturm. Die Wände des Kirchenschiffs und des Chors werden von Strebepfeilern gestützt. 
Im Innenraum befindet sich zwischen Kirchenschiff und Chor ein Triumphbogen. Die Orgel mit acht Registern, einem Manual und Pedal wurde 1896 von den Gebrüdern Bernhard gebaut.